# Вечен мир
Теорията за „вечния мир“ е създадена от Имануел Кант в края на XVIII век. Според него, както отношенията вътре в дадена държава могат да се регламентират разумно, за да се поддържа вътрешен мир, така и отношенията между хората от различните държави биха могли да се регулират разумно, за да се постигне външен мир. Кант смята, че морално-практическия разум ни задължава да изключим войните, като в противен случай би означавало, че трябва да се откажем от разума си и да се приравним с животните.
Кантовата теория изисква съгласуване между политика и морал. За тази цел има две възможности: или политиката да се подчини на морала; или моралът да се почини на политиката. Кант обаче добре осъзнава, че и двете неща са почти напълно неосъществими и говори за „вечния мир“ като нещо утопично. Все пак тази теория остава завинаги в историята на философията и става идеал към който човечеството да се стреми, дори след ясното осъзнаване за непостижимостта и.
Учението за вечния мир у Кант е
неотменна част от цялата негова теоретическа и практическа философия и по-специално – от неговата философия на историята. В „Към вечния мир“ големият философ за първи път в историята на човешката мисъл разглежда идеята за вечния мир като философски проблем. Във връзка с тази идея са мислите му за правото на гражданите на държавата, за международното право и за правото на гражданите на света, които мисли съставляват съдържанието на неговата философска политика.
Идеята за един вечен мир е занимавала Кант много по-рано от написването на книгата „Към вечния мир“. За това свидетелстват почти всички по-малки негови произведения, излезли след прочутите три „Критики на разума“. Във всички тези произведения може да се проследи развитието на философско-историческата мисъл на Кант при разглеждането на човека като историческо и политическо същество. В действителност Кант е бил
не само дълбок и абстрактен философ, както го разкриват „Критиките на разума“, но и първостепенен политически мислител и познавач на хората. С тези си мисли и познания той не е отстъпвал на съвременниците си по въпросите за войната и организирането на вечния мир в света; нещо повече – той ги е превъзхождал, защото те са били свързани у него с висок човешки идеализъм.
За Кант вечният мир, който е трябвало да следва така наречените мирни договори, не е празна идея, а дълг и следователно нравствена задача за политиците и държавниците, която може да се разреши само върху оосновата на едно всеобщо законодателство, уреждащо отношенията на гражданите в държавата, отношенията на държавите помежду им и отношенията на гражданите в една световна държава като съюз на държавите.

## „Към вечния мир“
Могат да се правят само предположения за някаква връзка между този мир и написването на книгата, още повече, че сам Кант не казва никъде как е стигнал до мисълта за нея, какво го е накарало да разработи идеята за един вечен мир и едно особено съчинение.
Проблемът за вечния мир е бил разгледан преди Кант от Abbe Charles Irenee de St, Pierre (18 февруари 1658 – 29 април 1743) в книгата му Projet de paix perpetuelle entre les potentats de L` Europe. Излязла през 1713 г., тя е била посрещната с голям интерес от учените на своето време и е била преведена за кратко време на почти всички европейски езици. След това с този проблем са се занимавали Жан-Жак Русо (28 юли 1712 – 2 юли 1778) и филантропистите. По-специално внимание се отделя на Йохан Готфрид фон Хердер (25 август 1744 – 18 декември 1803), който е предизвикал голям интерес със своите мисли върху вечния мир. Че идеята за вечния мир е станала много популярна свидетелстват многото дружества и конгреси за мир, в които са вземали най-дейно участие учени, държавници и политици. Публикувани са били много статии в списания и отделни книги, в които са били обсъждани въпросите във връзка с изясняването и осъществяването на идеята за вечния мир.
При една такава обстановка в Европа се появява произведението на Кант „Към вечния мир“, което много бързо завладява умовете на всички, които са се интересували от вече така популярната идея за вечния мир, защото с философската разработка на основните въпроси на войната и мира то се отличавало напълно от всичко, което е било казано и писано дотогава.
Първото издание на „Към вечния мир“ е излязло 1795 г. и е било напълно изчерпано само след няколко седмици. Тъй като книгата продължава да се търси, това издание е било препечатано и излязло за втори път още същата година. Поради големия интерес през 1796 г. се появило ново, допълнено издание. Допълнението се състояло в една втора добавка към вече съществуващата добавка в първото издание : „Таен член към вечния мир“. Освен тези издания през 1796 г. се появило и едно издание на френски, излязло в същото издателство, което се погрижило и за първото и второто издание. Приживе на Кант излезли още две издания, в 1796 и 1797 г., които били копия на първото издание от 1975 г. запазен е и един препис от ръкописа на „Към вечния мир“, прегледан и допълнен от самия Кант с няколко забележки и добавки върху полето на страниците. Особеностите на езика и стила на Кант са запазени в „Към вечния мир“, макар и не така изтъкнато, както в трите Критики.
Като оформление книгата „Към вечния мир“ на Кант е разделена на две приложения, две секции и две добавки. Основната част е разработена във формата на мирен договор, което придава известен международноправен характер на изложените мисли. В шестте прелиминарни члена към вечния мир между държавите, с които започва изложението, Кант се занимава само с практически въпроси, които в основата си не се отличават много от въпросите, които определят духа и на редица съвременни мирни договори. Той не пренебрегва задълбочения теоретически анализ, за да задоволи някои моментни или въображаеми изисквания на приложението и не подценява изискванията на практиката, за да остане във висшите сфери на чистата философия. Същото важи и за следващите три дефинитивни члена към вечния мир, в които Кант се занимава по-обстойно с правото на гражданите на държавата, с федерализма като основа на международното право и с правото на гражданите на световната държава. След така разработените девет члена към вечния мир следват две добавки и едно приложение. Добавките, особено първата, отразяват най-вече учението на Кант за вечния мир като съставна част на неговата философия на историята. Първата добавка се занимава с въпроса за границите на вечния мир, като развива схващането за една всеобща история от философско-историческо гледище. Втората добавка съдържа критика на тайните членове към вечния мир изобщо, като се изтъква значението на мнението на философите по въпросите за воденето на войната и сключването на мира. Съчинението свършва с едно приложение, в което се разглежда и уточнява отношението между морала и политиката с оглед на вечния мир. Първата част има предвид причините, които пречат да се стигне до съгласуваност между тях, като обуславят по този начин непримиримия спор между морала и политиката. Във втората част се посочва пътят, по който този спор може да се преодолее и така да се стигне до съгласуваност между тях. Този път Кант определя според трансценденталното понятие за публично право.
Както се вижда, в това си произведение Кант разработва идеята за вечния мир в едно учение за вечния мир. Обстоятелството, че написва и издава книгата си през 1795 г., когато е бил сключен Базелският мир, не може да я определи като случайно изследване, като философски размишления върху войната и мира, които са го занимавали само между другото, без сериозна връзка с основните и други негови философски произведения. За Кант вечният мир, който е трябвало да следва така наречените мирни договори, не е празна идея, а дълг и следователно нравствена задача, която може да се разреши само на основата на едно всеобщо законодателство, на едно общо и задължително за всички публично право, което ще урежда отношенията на гражданите в държавата, отношенията на държавите помежду им и отношенията на гражданите в една световна държава.